# Leuchtturm Schahany
Der Leuchtturm Schahany steht auf einer Nehrung zwischen Schwarzmeerküste und der Schahany Lagune im Rajon Bilhorod-Dnistrowskyj, Oblast Odessa, Ukraine.
Im Jahr 1944 wurde im Rajon Tatarbunary in der Nähe des Dorfes Schahany (seit 1945 Prymorske) ein Navigationsfeuer errichtet. 1965 wurde der Leuchtturm von Schahany während des Wiederaufbaus nach dem Krieg restauriert. Im oberen Teil des Turms aus Stahlbeton wurden zwei trapezförmige Holzbaken auf einem Metallrahmen installiert.
1983 wurde eine neue Optik in Betrieb genommen, wodurch sich die Sichtweite des Feuers auf 14 Seemeilen erhöhte. Dadurch wurde es zum offiziellen Navigationszeichen, das seither im Automatikbetrieb arbeitet. Im Jahr 2002 wurde der Leuchtturm noch einmal deutlich modernisiert.
Der Leuchtturm hat keine direkte Landverbindung mit dem Dorf Primorske – die sandige Landzunge ist sumpfig.
Dieser Leuchtturm bietet Sicherheit für die Schifffahrt bei Zufahrten zum Seehandelshafen Ust-Donau. Die Höhe des Turms von der Basis beträgt 16 m und die Höhe des Feuers über dem Meeresspiegel 20 m.
Die nächsten Leuchttürme befinden sich bei Kurortne (Leuchtturm Budaky) und auf der Schlangeninsel. Der Leuchtturm von Schahany ist auch eine auffällige Touristenattraktion im Nationalpark „Tuzlovsky-Mündungen“ auf der Ökoroute „Amazon“.